# مذنب C/2022 E3 (ZTF)
C/2022 E3 (ZTF)، أو المذنب الأخضر هو مذنب طويل المدى من سحابة أورت جرى اكتشافه بواسطة مرفق زويكي العابر في 2 مارس 2022. يحتوي المذنب على وهج أخضر ساطع حول نواته بسبب تأثير أشعة الشمس على جزيئاته، وخاصة الكربون ثنائي الذرة والسيانوجين.
وصل المذنب إلى نقطة الحضيض في 12 يناير 2023، على مسافة 1.11 AU (166 مليون كـم؛ 103 مليون ميل)، وكان أقرب اقتراب للأرض في 1 فبراير 2023، على مسافة 0.28 AU (42 مليون كـم؛ 26 مليون ميل). وصل المذنب إلى 5 درجة وهكذا يمكن رؤيته بالعين المجردة تحت سماء مظلمة بلا قمر.

## تاريخ المراقبة
اكتشف علماء الفلك بريس بولين وفرانك ماسي مذنب C/2022 E3 (ZTF) باستخدام مسح Zwicky Transient Facility (ZTF) في 2 مارس 2022. وعند الاكتشاف، كان للمذنب قوته الظاهرة 17.3 وكان علي بعد حوالي 4.3 AU (640 مليون كـم؛ 400 مليون ميل) من الشمس. جرى تحديد الجسم في البداية على أنه كويكب، لكن الملاحظات اللاحقة كشفت أنه يعاني من غيبوبة مكثفة للغاية، مما يشير إلى أنه مذنب.
بحلول أوائل تشرين الثاني (نوفمبر) 2022، سطع المذنب إلى درجة 10 ويبدو أنه يتحرك ببطء في كوكبة الإكليل الشمالي كورونا بورياليس وكوكبة الحية سيربينز، حيث كان يتحرك بشكلٍ موازٍ للأرض. أظهر المذنب غيبوبة خضراء وذيل غبار مصفر وذيل أيوني باهت. كان المذنب مرئيًا في وقت مبكر من المساء وبدأ في الظهور في سماء الصباح بحلول نهاية نوفمبر. بحلول 19 ديسمبر / كانون الأول، كان المذنب قد طور غيبوبة خضراء، وذيل غبار عريض قصير، وذيل أيوني خافت طويل يمتد عبر مجال رؤية 2.5 درجة. بعد ذلك، بدأ المذنب في التحرك شمالًا، مروراً بكوكبة العواء Bootes وكوكبة التنين Draco وكوكبة الدب الأصغر Ursa Minor، مروراً بحوالي 10 درجات من نجم الجدي Polaris بحلول نهاية شهر يناير.
وصل المذنب إلى نقطة الحضيض في 12 يناير 2023، على مسافة 1.11 AU (166 مليون كـم؛ 103 مليون ميل). حدثت أول ملاحظات بالعين المجردة للمذنب في 16 و17 يناير، حيث يقدر المذنب بقوة 5.4 و6.0 على التوالي. تسببت الرياح الشمسية القوية الناتجة عن طرد الكتلة الإكليلية في حدوث انفصال في الذيل الأيوني للمذنب في 17 يناير، مما جعله يبدو مكسورًا. في 22 كانون الثاني (يناير)، أصبح الذيل المضاد مرئيًا. يظهر هذا الذيل مشيراً إلى الشمس وعكس ذيل الغبار والأيونات. إنه ناتج عن جسيمات ملقاة على قرص على المستوى المداري للمذنب، وعندما تتوافق الأرض مع ذلك المستوى، فإنها تبدو وكأنها ذيل معكوس.
كان أقرب اقتراب للمذنب إلى الأرض في 1 فبراير 2023، على مسافة 0.28 AU (42 مليون كـم؛ 26 مليون ميل). بدايةً من 31 كانون الثاني (يناير) 2023، بلغ حجم المذنب قرابة 5 وقيل إن غيبوبته بلغ قطرها حوالي 20 قدمًا. وأثناء اقترابه من الأرض، ظهر بالقرب من القطب السماوي الشمالي، ضمن كوكبة الزرافة كاميلوبارداليس. حدث الربع الأول للقمر في 28 يناير، وبذلك أعاق القمر المشرق إمكانية مشاهدة المذنب بدون مساعدة بصرية في النصف الأول من الليل. في 5 فبراير، عند اكتمال القمر، سيمر المذنب بمقدار 1.5 درجة من النجم الساطع كابيلا. في الفترة من 10 إلى 11 فبراير، سيمر المذنب بمقدار 1.5 درجة من المريخ، ومن 13 إلى 15 فبراير، سيمر أمام العنقود النجمي القلائص.

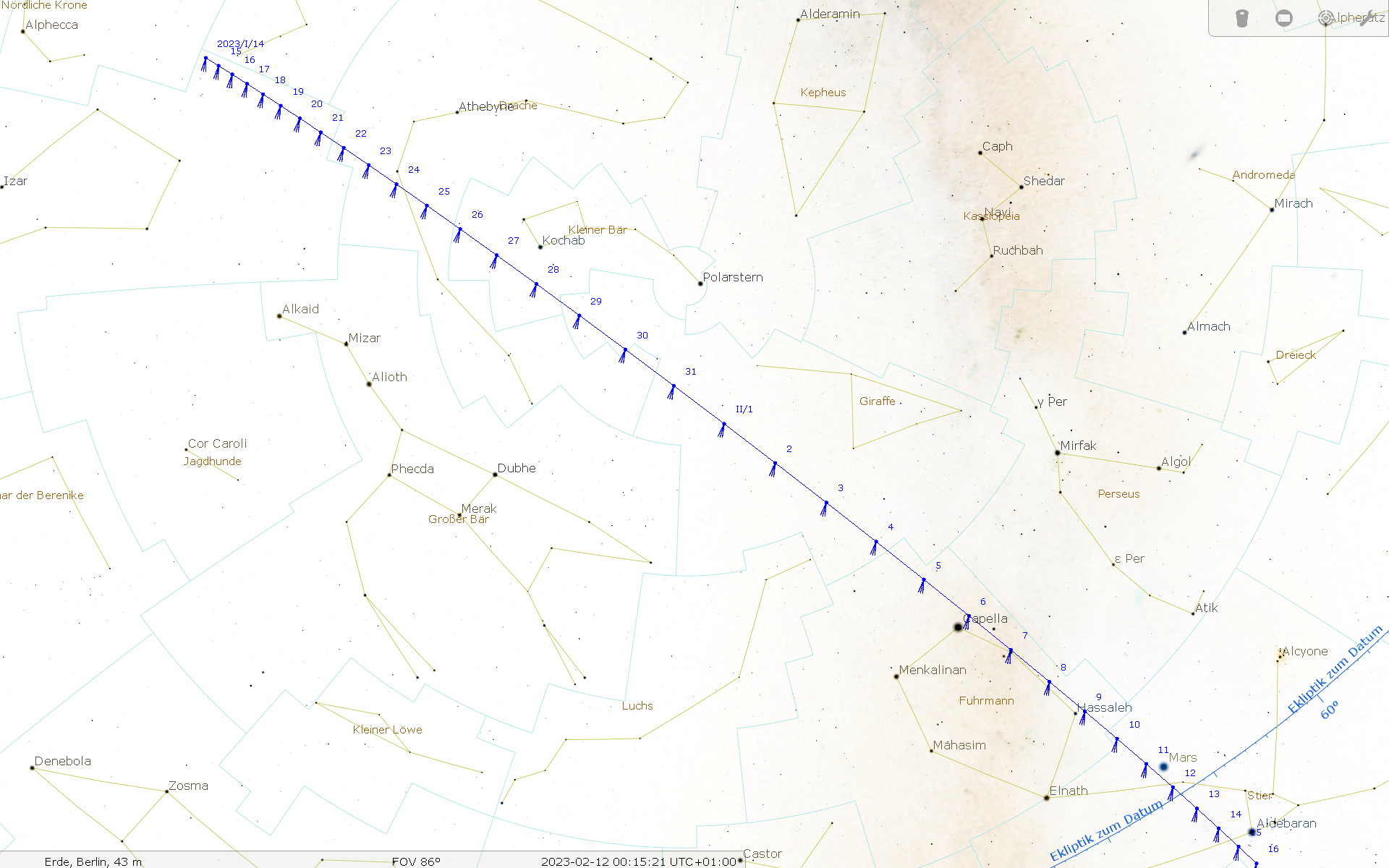
مواقع المذنب C/2022 E3 (ZTF) في السماء المرصعة بالنجوم بين 14 يناير و16 فبراير 2023

| تاريخ ووقت أقرب اقتراب من الأرض | مسافةالأرض(AU)                                         | مسافة الشمس (AU)                                    | سرعة wrt الأرض (كم /ث) | سرعة wrt الشمس (كم /ث) | منطقة مجهولة (3سيغما) | الاستطالة القمرية | مرحلةالقمر | مرجع     |
| ------------------------------- | ------------------------------------------------------ | --------------------------------------------------- | ---------------------- | ---------------------- | --------------------- | ----------------- | ---------- | -------- |
| 2023-02-01 17:54                | 0.2839 AU (42.47 مليون كـم؛ 26.39 مليون ميل؛ 110.5 LD) | 1.159 AU (173.4 مليون كـم؛ 107.7 مليون ميل؛ 451 LD) | 57.4                   | 39.1                   | ± 300 كم              | 44 درجة           | 86٪        | Horizons |

### لون
من المحتمل أن يرجع اللون الأخضر إلى وجود الكربون ثنائي الذرة، بشكل أساسي حول رأس المذنب. ينبعث جزيء C 2، عند إثارة الأشعة فوق البنفسجية الشمسية، في الغالب في الأشعة تحت الحمراء، لكن حالته الثلاثية تشع عند 518 نانومتر (نانومتر). ينتج ذلك عن طريق التحلل الضوئي للمواد العضوية التي تبخرت من النواة. يخضع بعد ذلك للانفصال الضوئي، ويبلغ عمره حوالي يومين، وفي ذلك الوقت يظهر التوهج الأخضر في رأس المذنب، ولكن ليس في الذيل.

## مسار الخروج
يُظهر JPL Horizons أن المدار الخارجي ذو المركز الثنائي سيكون مرتبطًا بنظام Sun + Jupiter في حقبة في عام 2050، ولكن بمسافة قصوى غير واقعية تبلغ 270,000 AU (4.3 ly) التي تقع وراء سحابة أورط Oort. يُظهر استخدام مدار مركزه الشمس في العصر 2495 بكتلة الشمس فقط أن المذنب غير مرتبط بالنظام الشمسي، لكن حقبة من 2499 تظهر أنه مقيد. سيغادر المذنب النظام الشمسي تمامًا أو يعود خلال ملايين السنين اعتمادًا على الاضطرابات الناجمة عن إطلاق الغازات أو الاضطرابات أثناء وجوده في سحابة أورط.

## معرض الصور

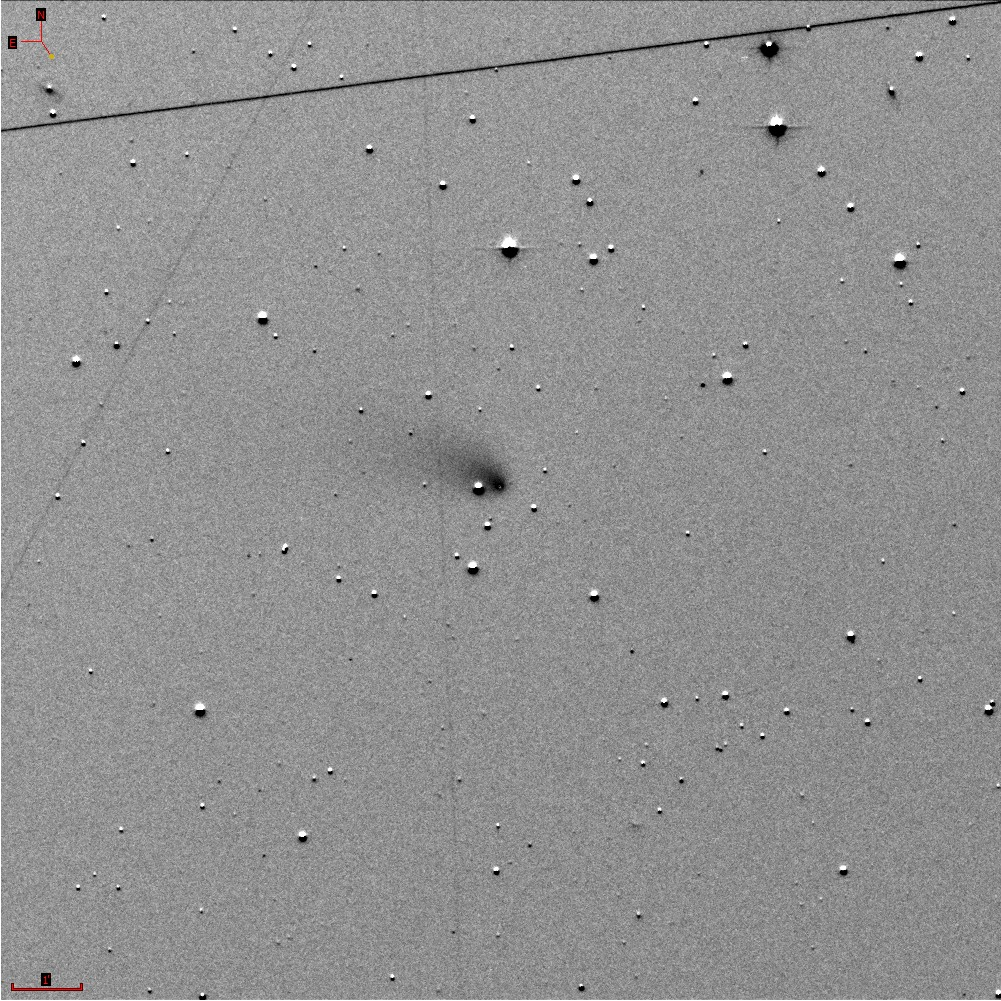
المذنب في ديسمبر 2022، من مرصد أسياجو للفيزياء الفلكية.
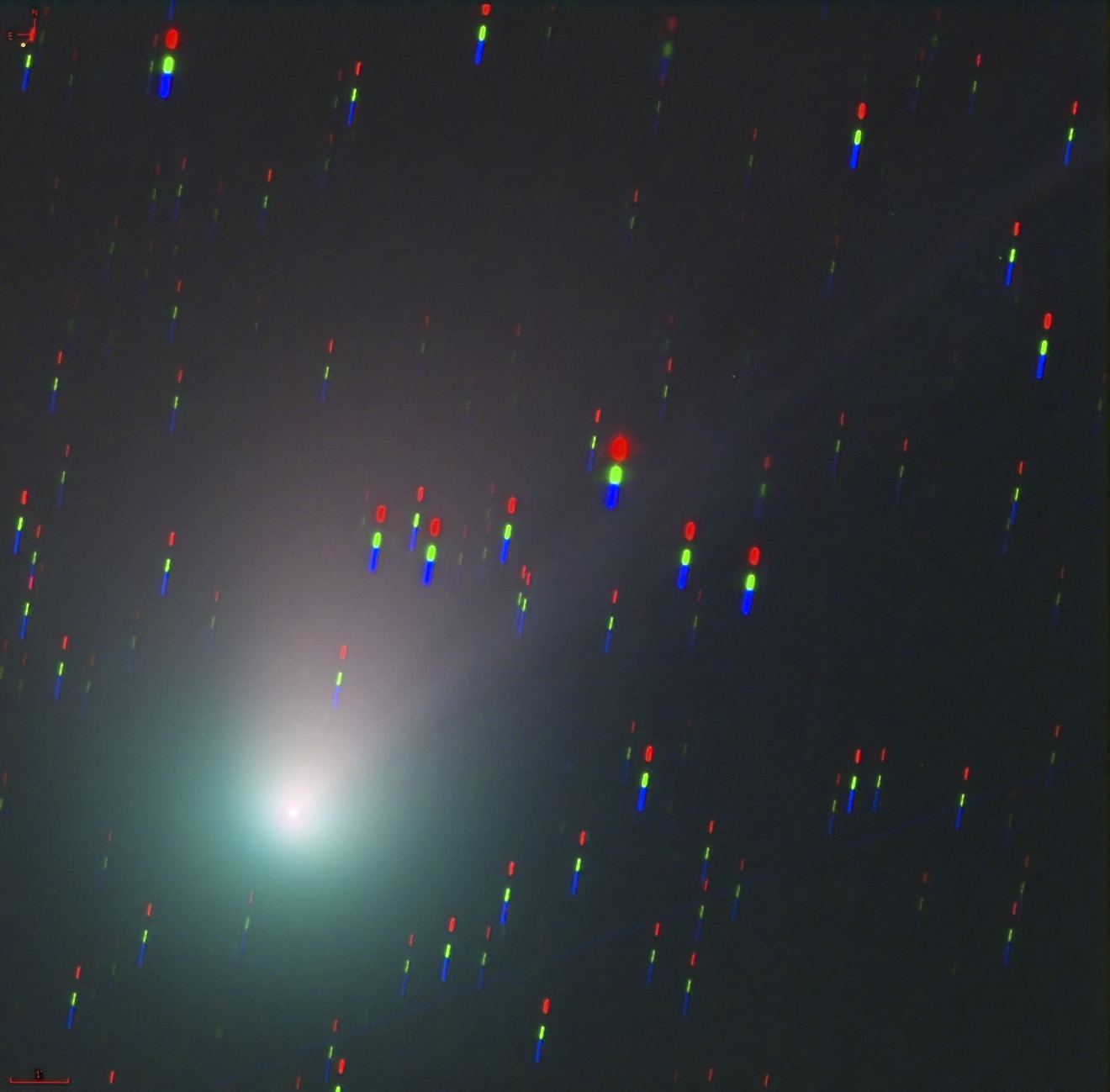
المذنب في 10 يناير 2023 بواسطة Andrea Reguitti من جامعة Padua.
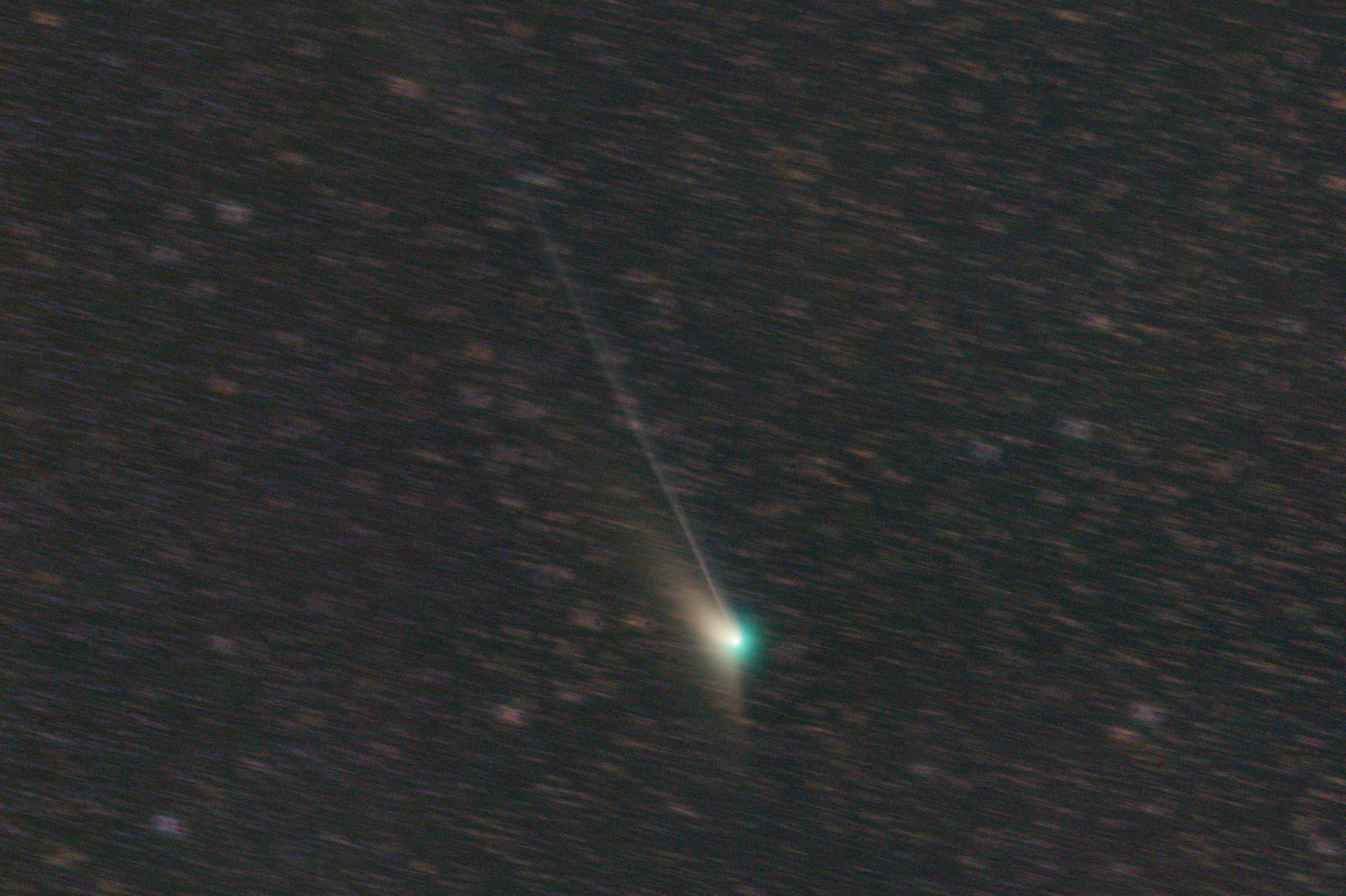
يُظهر المذنب في 20 يناير 2023 ذيلًا عريضًا من الغبار وذيلًا رفيعًا من الأيونات.
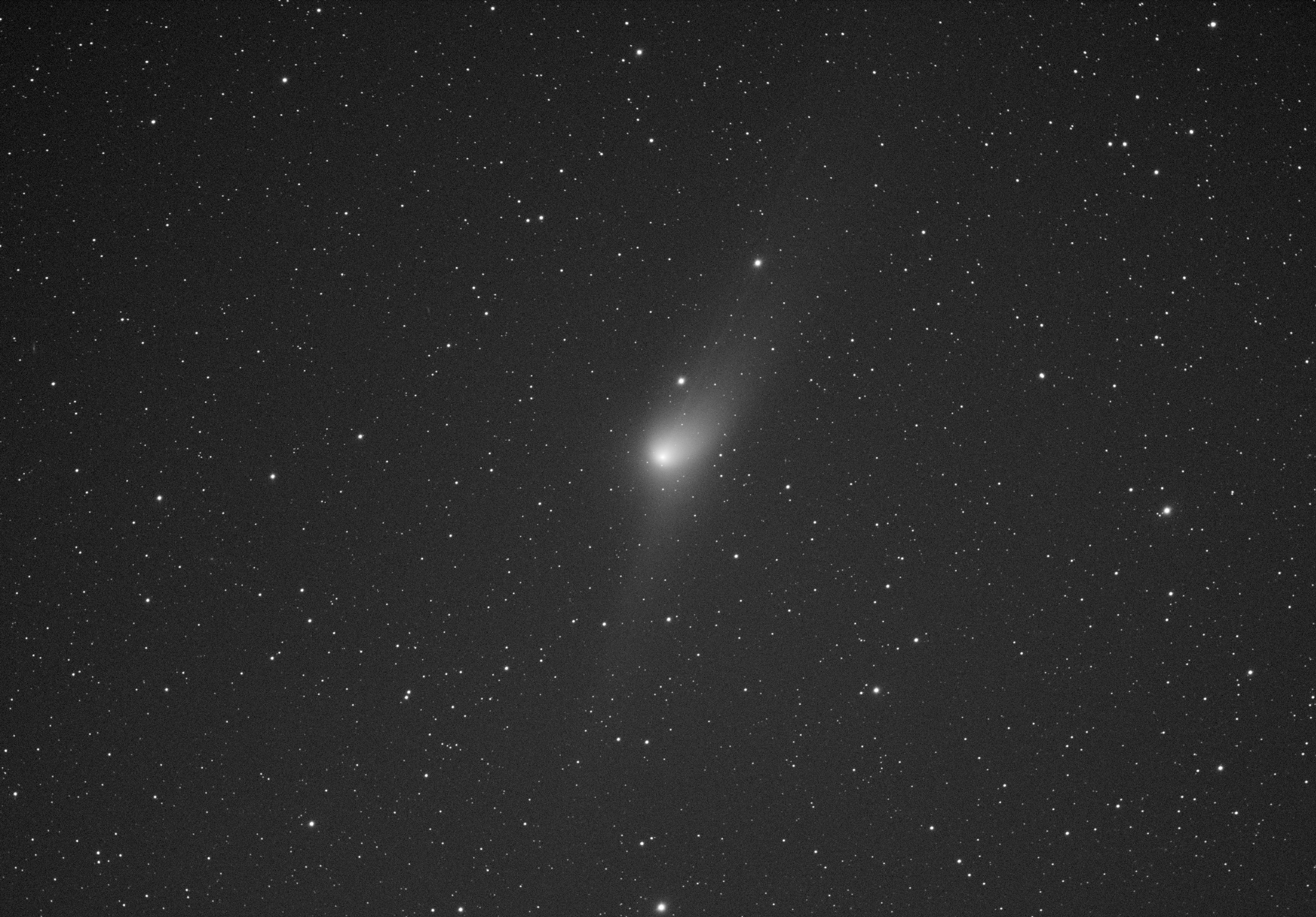
المذنب في 22 يناير 2023، مع رؤية الذيل المضاد  [لغات أخرى]‏.
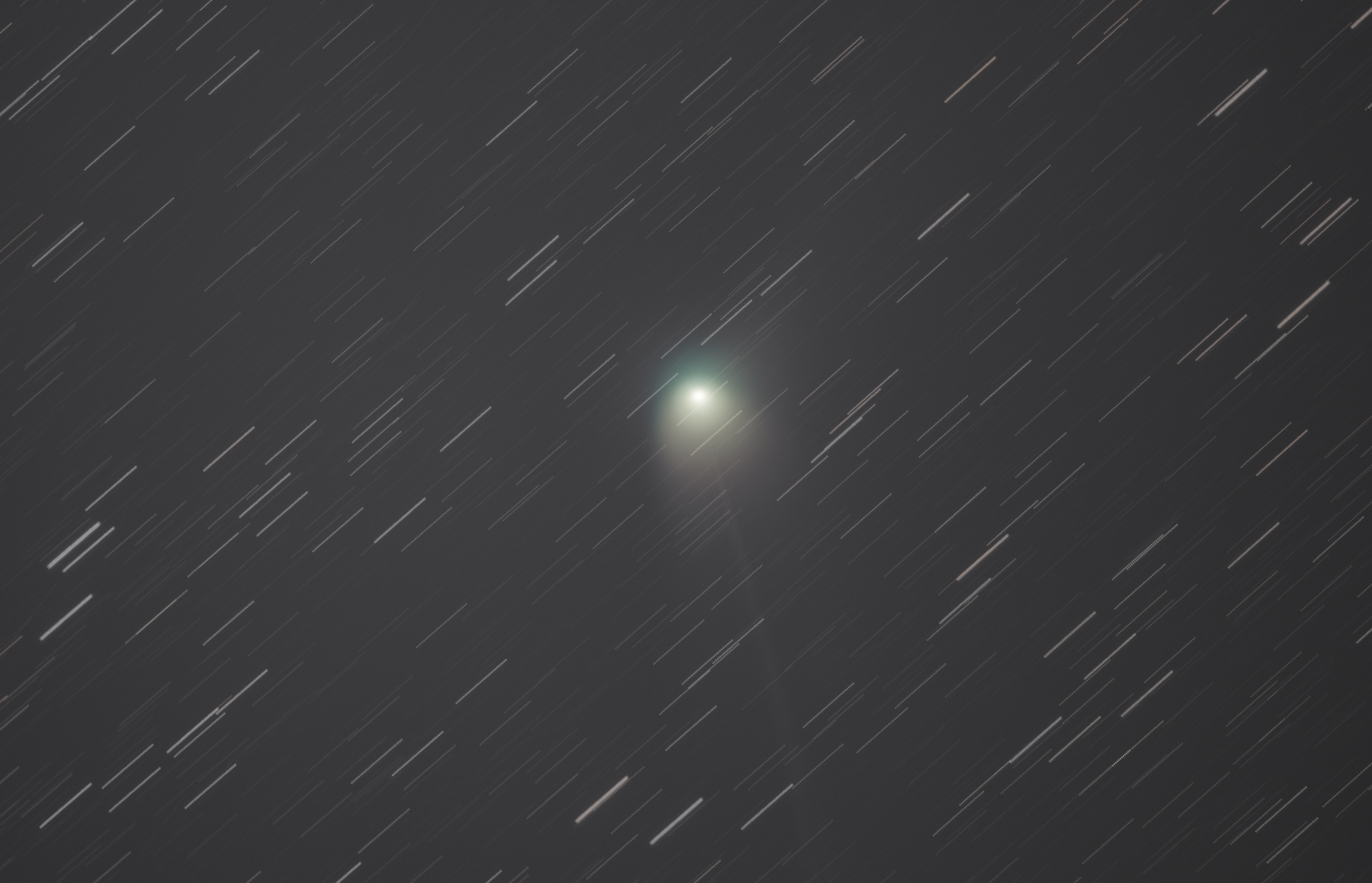
المذنب في 28 يناير 2023، مع مسارات نجمية بسبب حركته النسبية في السماء.

## روابط خارجية
- مذنب C/2022 E3 (ZTF) في قاعدة بيانات مختبر الدفع النفاث لأجرام النظام الشمسي الصغيرة

- الاكتشاف · مخطط المدار ·  العناصر المدارية · المعلمات المادية